# Ніалл Фроссах мак Фергайле

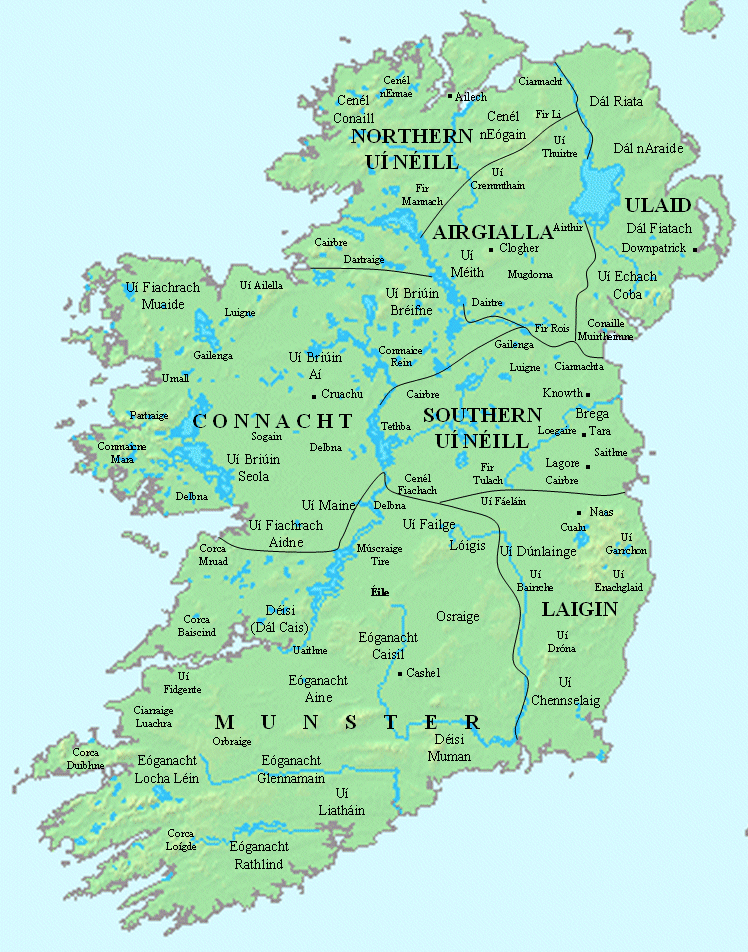
Племена та королівства в Ірландії в ранньому середньовіччі.

Ніалл Фроссах мак Фергайле (ірл. Niall Frossach mac Fergaile; 718—778) — верховний король Ірландії. Він же: Ніал Посвячений. Час правління: 763—775. Король Айлеху. Брат верховного короля Ірландії Аеда Аллана (пом. 743). Син верховного короля Ірландії Фергала мак Маеле Дуїна (ірл. — Fergal mac Máele Dúin) (пом. 722). Належав до клану Кенел н-Еогайн (ірл. — Cenél nEógain) — гілки північних О'Нейлів. Його прізвисько «Фроссах» перекладається як «дощитиме» або «покроплений», «посвячений». Виникло воно внаслідок того, що в день його народження випав дощ, в якому крім крапель впали з неба зерна пшениці, краплі меду та шматочки срібла і впали саме на його будинок, що був розташований в Фахані (ірл. — Fahan), що в нинішній місцевості Іншовен (ірл. — Inishowen).

## Походження та історичний фон
Після смерті свого брата він став королем Айлеха. На троні цього королівства він перебував від 743 до 770 року. Проте новий верховний король Ірландії Домналл Міді, що належав до конкуруючої гілки О'Нейлів — клану Холмайн (ірл. — Clann Cholmáin) призначив своїм представником на півночі Ірландії Аеда Муйндерга (ірл. — Áed Muinderg) (пом. 747). Ця посада тоді називалася Рі ін Туайскерт (ірл. — Rí in Tuaiscert). У 756 році спалахнув конфлікт між північними О'Нейлами та верховним королем Домналлом Міді. Конфлікт спалахнув навколо земель в королівстві Ленстер — земель, що взяв під свій контроль шляхом війни Аед Аллан мак Фергайле. Домналл Міді налагодив хороші стосунки з королівством Ленстер і підтримував його. Ніалл Фроссах мак Фергайле повів свої війська на рівнину Маг Муірхеймне (ірл. — Mag Muirtheimne), що в сучасному графстві Лаут. Туди ж направив свої війська і Домналл Міді. Наскільки далеко зайшло протистояння і бойові дії — невідомо.

## Прихід до влади і правління
Так чи інакше, але Домналл Міді лишився верховним королем Ірландії до 763 року. Його правління літописи називають особливо мирним періодом в історії Ірландії. Ніалл Фроссах мак Фергайле лишався королем Айлеху, хоч і невідомо, чи визнавав він Домналла Міді як верховного короля. У 763 році Ніалл Фроссах мак Фергайле зайняв трон верховного короля Ірландії після смерті Домналла Міді від старості. Судячи по всьому це було досить агресивне захоплення трону (хоча літописи про це мовчать), бо клани Кенел н-Еогайн та Холмайн були конкурентами щодо трону і ворогували. Владарювання клану Холмайн після захоплення престолу Ніаллом Фроссахом мак Фергайле було тимчасово припинене.
За правління Ніалла Фроссаха мак Фергайле у 767 році було черговий раз проголошено «відновлення закону святого Патріка». Справа в тому, що конкуруючий клан Холмайн проголошував «відновлення закону святого Колумби (Колумбана)».

## Зречення влади і смерть
У 770 році син Домналла Міді — Доннхад Міді (ірл. — Donnchad Midi) (пом. 797) пред'явив претензії на трон верховних королів — «трон Тари», коли Ніалл Фроссах почав конфліктувати (точніше продовжив) з васальним королівством Ленстер і виступив проти нього збройно. У 771 році Доннхад Міді здійснив похід на північ. Це він повторив і в 772 році. Результатом цього було те, що Ніалл Фроссах мак Фергайле зрікся влади і пішов в монастир. Це сталося між 772 та 777 роком. А можливо і в 770 році. Помер він в монастирі на острові Йона.
Після його зречення престолу королем Айлеху став його племінник Маел Дуїн мак Аедо Аллайн (ірл. — Máel Dúin mac Áedo Alláin) (пом. 788) — син Аеда Аллана — верховного короля Ірландії. Трон верховних королів Ірландії повернувся до клану Холмайн в особі Доннхада Міді мак Домналла.

## Сім'я та нащадки
Ніалл Фроссах мак Фергайле був одружений з Дунлайх інген Флайхбертайх (ірл. — Dunlaith ingen Flaithbertaich) (пом. 798) з клану Кенел Конайл — дочкою верховного короля Ірландії Флайхбертаха мак Лоїнгсіга. У них був син Аед Оірдніде (пом. 819), що став верховним королем Ірландії.

## Ніалл Фроссах мак Фергайле в літературі
Збереглися роздуми Ніалла Фроссаха мак Фергайле, які наводяться в поемі Тулєгни О'Маоль Хонарє (ірл. — Tuileagna Ó Maoil Chonaire), що була написана набагато пізніше.